# No Russian
"No Russian" é uma missão controversa no vídeo game de 2009 Call of Duty: Modern Warfare 2 e sua versão remasterizada, Call of Duty: Modern Warfare 2 Campaign Remastered. No nível, o jogador pode participar de um tiroteio em massa em um aeroporto russo. "No Russian" é visivelmente mais gráfico do que qualquer outro nível do jogo. O jogador não é forçado a atirar em ninguém, no entanto, e pode pular o nível completamente sem penalidade. A trama de "No Russian" gira em torno do agente secreto da CIA Joseph Allen, que tenta ganhar a confiança de um terrorista russo chamado Vladimir Makarov.
O desenvolvedor de jogos Mohammad Alavi esteve fortemente envolvido no desenvolvimento do nível. Alavi queria que o nível servisse como um catalisador para o enredo de Call of Duty: Modern Warfare 2 e criasse uma conexão emocional entre o jogador e Makarov. Grande parte do desenvolvimento do nível foi gasto projetando a parte do massacre, o qual Alavi não queria que parecesse muito artificial ou traumática. Os membros da equipe de desenvolvimento de Call of Duty: Modern Warfare 2 ficaram polarizados em suas opiniões sobre o nível, e vários testadores de jogos expressaram desaprovação, incluindo um testador de jogos que se recusou a jogar o nível.
"No Russian" provocou uma controvérsia significativa por permitir que os jogadores participassem diretamente de um assassinato em massa terrorista, e se tornou um assunto popular em publicações de jogos e grandes publicações de notícias. Os jornalistas descreveram o enredo do nível como ilógico e ridicularizaram a capacidade de pular o nível. Devido ao conteúdo gráfico do nível, Call of Duty: Modern Warfare 2 foi alvo de censura nas versões internacionais do jogo, incluindo sua remoção total das versões russas. Desde então, os jornalistas discutiram a importância de "No Russian" para a indústria de vídeo games.

## Conteúdo do nível

O momento em que os terroristas abrem fogo contra os civis.

"No Russian" é o quarto nível da campanha single-player de Call of Duty: Modern Warfare 2. No nível, o jogador controla Joseph Allen, um agente secreto da CIA encarregado de se infiltrar e ganhar a confiança de um grupo terrorista russo liderado por Vladimir Makarov. Para atingir esse objetivo, ele deve participar de um tiroteio em massa no Aeroporto Internacional Zakhaev, em Moscou.
"No Russian" começa com o jogador em um elevador com Makarov e outros três homens armados. Makarov diz ao grupo "Lembre-se, nada de russo" - uma instrução para falar apenas inglês. Depois de sair do elevador, Makarov e os outros atiradores começam a atirar em um grande grupo de civis em um posto de segurança do aeroporto. O jogador então acompanha os atiradores enquanto caminham pelo aeroporto matando todos os civis restantes.
"No Russian" é visivelmente mais gráfico do que qualquer outro nível no jogo - os gritos dos civis podem ser ouvidos por toda parte e os feridos rastejantes deixam rastros de sangue. O jogador não é forçado a atirar em civis, no entanto, e pode caminhar pelo aeroporto enquanto o massacre se desenrola. O jogo não encoraja explicitamente o jogador a atirar em civis, e os atiradores não reagem se o jogador não atirar. O jogador pode atirar nos atiradores, mas eles retaliarão, fazendo com que o jogador fracasse na missão. Uma vez que o jogador sai do aeroporto, eles entram em um tiroteio com agentes do FSB, alguns dos quais possuem escudos antimotim. Os agentes devem ser mortos para completar o nível.
No final do nível, Makarov mata Allen e revela que sabia da sua verdadeira identidade; seu objetivo era que as autoridades russas descobrissem que um dos agressores era americano e que a Rússia declarasse guerra aos Estados Unidos. Antes do início do modo single-player, uma mensagem de aviso notifica o jogador sobre a opção de pular o nível caso ele ache seu conteúdo "perturbador ou ofensivo"; se o jogador optar por ignorar o nível, ele não perderá nenhuma conquista e seu progresso no jogo não será penalizado.

## Desenvolvimento e história

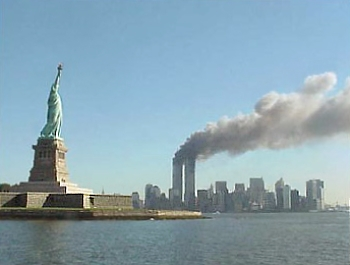
O cenário do aeroporto para "No Russian" foi inspirado por preocupações com a segurança das viagens aéreas após os ataques de 11 de setembro.

"No Russian" foi idealizado no início do desenvolvimento de Call of Duty: Modern Warfare 2. Membros da empresa de desenvolvimento Infinity Ward inicialmente queriam fazer um nível onde o jogador pilotaria um Lockheed AC-130 e mataria zumbis em Moscou. Quando os elementos de fantasia foram descartados, a equipe de desenvolvimento mudou seu foco para um nível centrado em torno de um ataque terrorista em um aeroporto de Moscou, o qual foi influenciado por preocupações com a segurança das viagens aéreas após os ataques de 11 de setembro. O escritor principal, Jesse Stern, acredita que as pessoas têm um desejo inato de experimentar tiroteios em massa em primeira mão, e diz que essa crença inspirou a ideia de fazer o jogador controlar um terrorista. Stern citou documentários sobre os ataques de 2008 em Mumbai e o massacre de Columbine High School como evidência, e disse: "São seres humanos que perpetram esses atos, então você realmente não quer fechar os olhos para isso. Você quer desmontá-lo e descobrir como isso aconteceu e o que, se houver, pode ser feito para evitá-lo. Em última análise, nossa intenção era colocá-lo o mais próximo possível da atrocidade."
O desenvolvedor de jogos Mohammad Alavi esteve fortemente envolvido no desenvolvimento do nível, desde a programação da inteligência artificial até a direção da captura de movimento usada para as animações dos personagens. As intenções de Alavi enquanto trabalhava em "No Russian" diferiam das de Stern, pois ele simplesmente queria que o nível servisse como um catalisador para a narrativa do jogo. Em uma entrevista de 2012, Alavi disse que tinha três objetivos enquanto trabalhava em "No Russian": "Vender por que a Rússia atacaria os EUA, fazer o jogador ter uma conexão emocional com o vilão Makarov e fazer isso de uma maneira memorável e envolvente." Alavi se inspirou em artigos de notícias e filmes e não entrevistou vítimas de ataques terroristas reais.
Grande parte do desenvolvimento do nível consistiu em projetar o massacre. Na primeira iteração de "No Russian", o massacre terminou quando o grupo de civis foi morto do lado de fora do elevador, que então se transformou em um tiroteio. Alavi sentiu que ter uma cena emocional mudando abruptamente para um tiroteio era "enigmático". Ele alterou o nível para prolongar o massacre. Ele também removeu cenas com crianças ou famílias se abraçando para reduzir o trauma do jogador. "No Russian" inicialmente apresentava uma quantidade limitada de sangue, uma decisão que foi alterada quando a esposa do artista principal Joel Emslie questionou a autenticidade de tal nível sem sangue. Devido ao cenário emocionalmente carregado do nível, alguns dos dubladores ficaram chorosos enquanto recitavam suas falas.
Alguns membros da Infinity Ward se opuseram fortemente ao conteúdo do nível, enquanto alguns membros sugeriram que o jogador deveria controlar um guarda do aeroporto em vez de um terrorista. De acordo com Emslie, "No Russian polarizou este estúdio". Alavi não estava ciente de qualquer reação da Activision, a publicadora do jogo, sobre o nível, mas observou que os testadores do jogo foram induzidos uma variedade de reações. Muitos ficaram inicialmente irritados e confusos com o conteúdo do nível, mas eventualmente se acalmaram e começaram a atirar nos civis. Um testador, que na época estava alistado nas Forças Armadas dos Estados Unidos, recusou-se a jogar o nível, mas estava disposto a jogar o resto do jogo. Isso levou à implementação do recurso de pular, pois Alavi não queria que o jogador fosse punido por não fazer o que achava ser moralmente errado.

## Recepção inicial
Antes do lançamento de Call of Duty: Modern Warfare 2, imagens de vídeo do nível "No Russian" vazaram ilegalmente na Internet. A Activision rapidamente confirmou a existência do nível e esclareceu seu contexto dentro do jogo. Em uma declaração por e-mail, a Activision escreveu como o nível "não era representativo da experiência geral de jogo em Modern Warfare 2". O vídeo foi uma história popular nas publicações de jogos e nas principais publicações de notícias, incluindo a Associated Press e o The Guardian. Os jornalistas atribuíram a ampla exposição da história ao significado cultural da série.
As imagens vazadas dividiram os jornalistas de vídeo games. Tom Hoggins, do Daily Telegraph sentiu que, embora não pudesse julgar adequadamente o nível sem tê-lo jogado, ele ainda questionou se a Infinity Ward havia abordado o nível na direção errada, deixando o jogador usar granadas para "tratar esses civis como pinos de boliche humanos". Escrevendo para o The Guardian, Keith Stuart criticou o recurso de pular, descrevendo-o como uma "desculpinha" para um nível que o desenvolvedor pretendia que os jogadores experimentassem. Jim Sterling, da Destructoid, foi mais positivo, pois achava que era uma afirmação de que os vídeo games poderiam discutir tópicos controversos, os quais ele achava que muitos desenvolvedores evitavam. Ele sentiu que se "No Russian" fosse capaz de fazer os jogadores questionarem se as mortes de civis inocentes eram justificáveis, então os vídeo games poderiam finalmente ser considerados uma forma de arte.
Enquanto Call of Duty: Modern Warfare 2 recebeu elogios da crítica em seu lançamento, jornalistas criticaram fortemente o conteúdo de "No Russian". Marc Cieslak, da BBC News, ficou triste com o nível, pois sentiu que refutou sua teoria de que a indústria de vídeo games havia "amadurecido". Kieron Gillen, da Rock, Paper, Shotgun, criticou o nível por não corresponder às expectativas. Ele achou o enredo ilógico, criticou o recurso de pular por tornar uma declaração artística como "risivelmente patética" e, finalmente, resumiu o nível como "choque idiota". Escrevendo para a PC World, Matt Peckham questionou por que os atiradores não se importariam se o jogador não atirasse, e sentiu que não informar o jogador sobre o que estava prestes a acontecer até o último momento possível estava "criando uma espécie de negação emocional plausível ao remover todo o ímpeto dramático que deveria cercá-lo". Vários líderes religiosos britânicos proeminentes condenaram "No Russian": Alexander Goldberg do Fórum Judaico de Londres estava preocupado que as crianças jogassem o nível; Fazan Mohammed do Fórum Muçulmano Britânico descreveu o nível como uma experiência íntima de encenar o terrorismo; e Stephen Lowe, o bispo aposentado de Hulme, sentiu que o nível era "enojante".

### Censura internacional e classificações de jogos
Devido ao conteúdo gráfico apresentado em "No Russian", algumas versões internacionais de Call of Duty: Modern Warfare 2 foram sujeitas a censura. A Activision removeu o nível inteiramente das versões russas do jogo, uma decisão que foi tomada com base na falta de um sistema formal de classificação de jogos no país. De acordo com a Activision: "A Rússia não possui uma entidade formal de classificação. Como resultado, optamos por bloquear a cena depois de procurar o conselho do advogado local". Alguns jornalistas relataram erroneamente que Call of Duty: Modern Warfare 2 havia sido banido ou recolhido na Rússia. Nas versões japonesa e alemã do jogo, o nível foi editado para que o jogador recebesse uma tela de game over se matasse algum civil. A versão japonesa foi criticada por alguns jogadores por mudar a fala de abertura de Makarov, "Lembre-se, nada russo", para "Mate-os; eles são russos".
Versões sem censura do jogo receberam uma alta classificação de conteúdo, como uma classificação M pela ESRB na América do Norte e um certificado 18 pela BBFC no Reino Unido. Call of Duty: Modern Warfare 2 foi o primeiro jogo da série a receber um certificado 18, que o BBFC observou ser especificamente devido a "No Russian". Em seu resumo do jogo, o BBFC escreveu: "A evidente brutalidade nesta missão tem foco na 'imposição de dor ou lesão' que, juntamente com a natureza perturbadora do cenário que configura, foi considerada mais apropriadamente colocada na categoria adulta." O político do Partido Trabalhista britânico Keith Vaz ficou "absolutamente chocado" com o conteúdo de "No Russian" e questionou se as vendas de Call of Duty: Modern Warfare 2 deveriam ser interrompidas de acordo com a Byron Review. Vaz levantou suas preocupações na Câmara dos Comuns, embora isso não tenha afetado as vendas de jogos.
Na Austrália, Call of Duty: Modern Warfare 2 foi classificado MA15+ pelo Australian Classification Board (ACB). Quando o vídeo de "No Russian" vazou, o Conselho Australiano de Crianças e Mídia (ACCM) pressionou por uma reclassificação. A presidente da ACCM, Jane Roberts, disse: "As consequências do terrorismo são simplesmente abomináveis em nossa comunidade e, no entanto, aqui estamos com um produto que deve ser passado como uma atividade de lazer, promovendo realmente o que a maioria dos líderes mundiais fala publicamente contra". Na época, um MA15+ era a classificação mais alta que um vídeo game poderia receber, e uma classificação potencialmente mais alta efetivamente proibiria as vendas do jogo. Muitas publicações de jogos australianas pediram a implementação de uma classificação R18+, o que foi contestado pelo procurador-geral da Austrália do Sul, Michael Atkinson, que achava que "No Russian" permitia que os jogadores fossem "terroristas virtuais". Ele procurou apelar a classificação e banir o jogo, embora a ACB nunca tenha recebido correspondência de Atkinson.

## Comentário retrospectivo

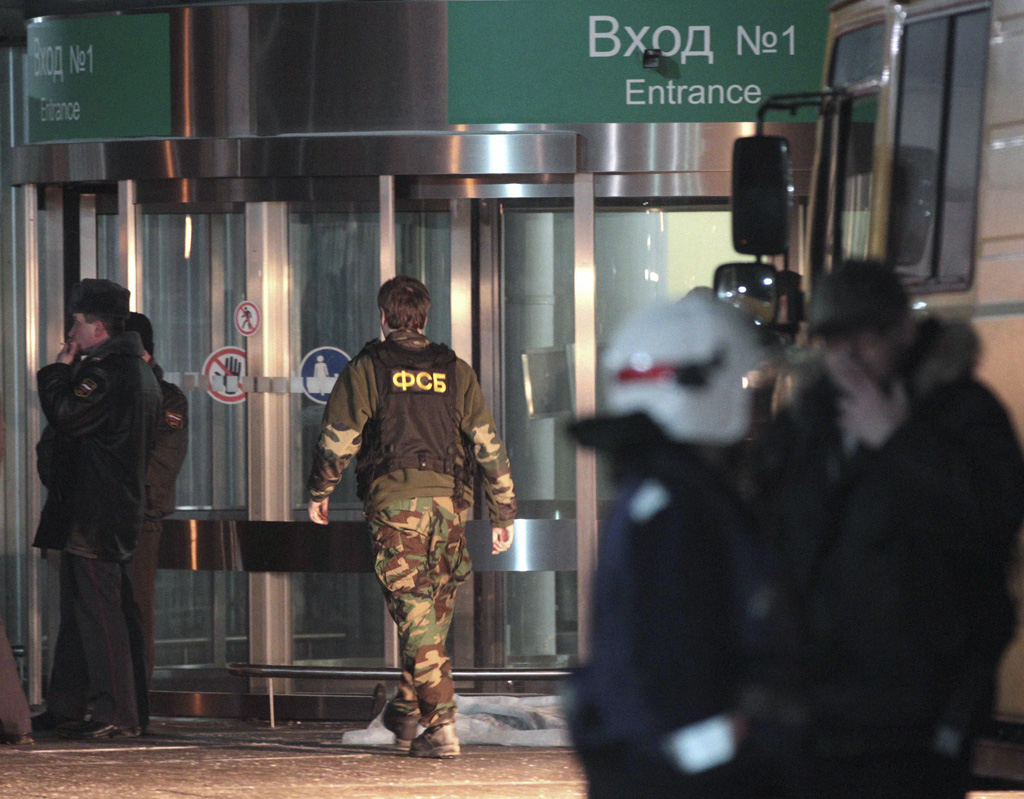
Em 2011, algumas publicações russas traçaram paralelos entre o nível No Russian e o verdadeiro ataque terrorista no aeroporto Domodedovo.

Em 2012, Laura Parker da GameSpot discutiu como "No Russian" foi um divisor de águas para a indústria de vídeo games. Ela sentiu que o nível levantou a questão se era ou não aceitável discutir o sofrimento humano em vídeo games e se o status de produtos de entretenimento os impedia de fazê-lo. Ela também comentou que se mais desenvolvedores estivessem dispostos a correr riscos e incluir material controverso, os vídeo games finalmente receberiam reconhecimento cultural. Um jogo que incluiu material controverso foi Spec Ops: The Line (2012). Durante uma cena, o jogador se depara com um companheiro de grupo de combate que foi linchado por uma multidão, e o jogador tem a opção de matar os civis ou assustá-los com tiros de advertência. Walt Williams, o roteirista principal de Spec Ops: The Line, comentou que a equipe de desenvolvimento queria fazer a cena parecer orgânica e explicitamente procurou evitar a "falta de jeito" de "No Russian".
Em seu livro, Playing War: Military Video Games After 9/11, Matthew Payne analisou três níveis controversos da série Call of Duty, incluindo "No Russian". Ele sugeriu que a morte de Allen enfatizou o tema de militância do soldado que se sacrifica pelo bem maior e que o nível racionaliza operações moralmente suspeitas, desde que sirvam sob o pretexto de segurança nacional. Payne também comentou que, embora "No Russian" possa ser visto como uma representação realista da guerra quando comparado com representações contemporâneas, ele só pode ser visto no contexto da história e, portanto, remove qualquer potencial de fazer o jogador reexaminar o preceitos da guerra moderna. Após os ataques de novembro de 2015 em Paris, Robert Rath do Zam.com jogou "No Russian" novamente e examinou como o nível espelhava ataques terroristas da vida real. Rath sentiu que, embora o enredo fosse absurdo, o ataque apresentado no nível era realista e poderia ensinar aos jogadores que ataques terroristas geralmente ocorrem em alvos fáceis.
"No Russian" tem sido associado a alguns ataques premeditados reais. Após o atentado ao Aeroporto Internacional de Domodedovo em 2011, a rede de televisão estatal russa RT transmitiu uma reportagem que justapunha imagens de câmeras de segurança do ataque com imagens de jogabilidade de "No Russian". O repórter afirmou que o nível era uma reminiscência do ataque à bomba e citou o analista da Fox News Walid Phares dizendo que os terroristas poderiam estar usando vídeo games como ferramentas de treinamento. Em 2013, um estudante de Albany, Oregon, foi detido pela polícia por planejar atacar sua escola com explosivos e armas de fogo. Cadernos encontrados pela polícia detalhavam como o estudante planejava usar granadas de napalm e ter a música tema de "No Russian" tocando ao fundo. O autor dos ataques de 2011 na Noruega, Anders Behring Breivik, chamou Call of Duty: Modern Warfare 2 de "simulação de treinamento", e alguns jornalistas comentaram sobre uma possível ligação entre os ataques e "No Russian". No entanto, o nível não foi explicitamente mencionado no manifesto de Breivik, e o estudioso de mídia Gareth Schott argumenta que os jornalistas ignoraram a maioria do manifesto e, em vez disso, usaram vídeo games como bode expiatório.

## Legado
"No Russian" reaparece na sequência do jogo, Call of Duty: Modern Warfare 3 (2011), durante uma cena de flashback. Em uma missão, o personagem jogável, Yuri, revela ao Capitão Price que ele era originalmente um assessor de Makarov. Ele era originalmente parte do grupo que atacou o aeroporto em "No Russian", mas como Makarov estava ciente de sua traição ao grupo, ele feriu Yuri com um tiro no peito à queima-roupa com uma Desert Eagle e o deixou para morrer. Ele sobrevive e tenta parar o massacre rastejando em um elevador e pegando uma Walther P99 de um guarda do aeroporto caído e atirando nos terroristas. Ele eventualmente desmaia, tendo errado todos os tiros, devido à dor e perda de sangue. Ele revela que foi encontrado por seguranças e ficou inconsciente logo após receber atendimento médico de emergência.
O nível foi remasterizado para Call of Duty: Modern Warfare 2 Campaign Remastered (2020), sem mudanças significativas fora das melhorias gráficas. Um ovo de páscoa foi incluído na missão remasterizada que mostra Yuri tentando impedir o massacre antes de desmaiar, da perspectiva de Joseph Allen, referenciando a cena de flashback de Modern Warfare 3. O jogador pode atirar em Yuri antes ou depois que ele desmaie, mas contará como fogo amigo, e o jogador terá que recomeçar em um checkpoint anterior. O jogo, disponível apenas em serviços digitais, não foi disponibilizado na Rússia; enquanto a Activision não especificou uma razão para isso, os jornalistas especularam que era devido à inclusão de "No Russian".